# 170 Brygada Strzelców (RFSRR)
170 Brygada Strzelców – brygada piechoty Armii Czerwonej.
Jednostka walczyła na wojnie z Polską. 17 sierpnia 1920 pod Kąkolewnicą (na południe od Międzyrzeca Podlaskiego) została rozbita przez Jazdę Ochotniczą mjr. Jaworskiego.